# Лихогляд Ольга Захарівна
Лихогляд Ольга Захарівна (нар. 24 січня 1942, с. Червоний Степ, Вінницька область) — українська поетеса, громадська діячка, член Хмельницької міської літературної спілки «Поділля» (з 1993), очолювала об'єднання жінок-літераторів «Лесина пісня», неодноразово[коли?] обиралася депутатом Хмельницької міської ради, була народним засідателем у суді.

## Біографія
Народилася 24 січня 1942 року в селі Червоний Степ Калинівського району Вінницької області. Її батько, Захар Семенович, безвісти пропав на фронтах Другої світової війни. Її мати, Людмила Яківна, крім Олі, виховувала ще двоє дітей.
Освіту вона здобула в Голубівській та Заливанщинській ЗОШ. У 1960 році обиралася депутатом Хмельницької міської ради. 1966 року закінчила Львівський технікум електрозв'язку, здобувши фах зв'язківця. Працювала у Хмельницькому підприємстві електрозв'язку «Укртелеком». Працювала на підприємстві електрозв'язку «Укртелеком» м. Хмельницького.
За підтримки місцевих журналістів, два роки навчалася на факультеті журналістики Хмельницького народного університету (при редакції газети «Радянське Поділля»), де слухала лекції таких відомих на Поділлі журналістів та кореспондентів, як: Шумахер, Дайчман, Коваль та інших майстрів пера — і, отримавши диплом № 344, як позаштатний кореспондент публікувала свої творчі доробки в ЗМІ.
Уперше обнародування творчості Ольги Лихогляд відбулося 1922 року програмі «Від суботи до суботи» на хвилях Українського республіканського радіо, на якій заслужений артист України Анатолій Литвинов зачитав її гумореску «Чому плачуть багаті», написану до ювілейної дати поета-гумориста Павла Глазового. Згодом відбувся пісенний дебют у програмі «Промінь».
Посідала призові місця та отримувала звання лауреата у міських конкурсах поезії та пісні. Зокрема у 2007 році вона стала лауреатом міського конкурсу на кращий поетичний твір «У віршах і піснях славімо наше місто». Як член журі, бере участь в оцінюванні конкурсних поетичних творів дітей — користувачів бібліотек. Друкується у колективних літературних та пісенних збірниках (колективний збірник поезій «Плекаймо час добра», «При світлі вічного вогню», збірники «Літературне мереживо подолянок», «Заповідаєм вам любов», альманахи «Творче Поділля» (1993—2008 рр.), «Лелеки літа», «Безсоння вишень», «Осик осінній сон», пісенники «Рідне місто моє», «Добрий день вам, люди»).
Також на вірші поетеси створили ліричні пісні композитори Володимир Атаман, Іван Пустовий, Ігор Якубовський, Володимир Смотритель, Раїса Талашок, Людмила Будім.

## Друкувалася у виданнях
1993—2003 рр.
- літературно-мистецький журнал «Доля»;
- журнал «Педагогічний вісник»;
- посібник «Школа сімейного виховання»;
- збірка поезій «Плекаймо час добра»;
- збірка поезій «При світлі вічного вогню»;
- альманах «Творче Поділля»;
- пісенник «Рідне місто моє»;
- пісенник «Добрий день вам, люди».

## Творчість
Авторка книжок:
- Весела Вертушка;
- Вінок сонетів;
- Киця-витівниця;
- Лелеки літа;
- Люблю, молюсь, і плачу і сміюся…;
- Моїй матусі;
- На щастя, на долю — української мовлю;
- Новорічне коло;
- Півонії;
- Політ крізь сутінь та осоння;
- Пробудження весни;
- Свято хліба

## Нагороди та відзнаки
- Лауреат Хмельницького міського поетичного конгресу (2007)[4].
- Дипломант Всеукраїнського фестивалю моно мистецтв «Розкуття» (2011)[4].